# Un lugar llamado aquí
Un lugar llamado Aquí (A Place Called Here en inglés) es una novela de la escritora irlandesa Cecelia Ahern publicada en 2008. El título del libro se refiere al lugar a donde va la protagonista, ya que el lugar a donde van todas las cosas y personas desaparecidas se llama "Aquí".

## Sinopsis
Las personas desaparecen todos los días; las cosas también desaparecen, y en cada caso, alguien es dejado atrás. Alguien,preguntándose qué habrá sucedido.
Desde que su compañera de escuela desapareció cuando ambas tenían diez años, Sandy Shortt ha estado obsesionada con encontrar objetos y personas. Ahora, ya adulta, ha transformado su obsesión en su trabajo: ha montado una agencia dedicada a buscar personas desaparecidas. Pero cada caso no resuelto le deja a Sandy muchas preguntas. ¿Dónde van las personas que desaparecen? ¿Están vivas o muertas? Mientras estas dudas la consumen, la propia Sandy desaparece. Y encuentra todas las respuestas en un lugar mágico al que van todas las cosas y las personas que se pierden.

## Relación conEl mago de Oz
En el libro los personajes hacen una adaptación musical de El mago de Oz. En la obra, el personaje de Dorothy estando en Oz regresa a su casa al mencionar la frase "No hay lugar como el hogar" ("There's no place like home"). En el original, el título de este libro hace alusión a la frase con la expresión "There's no place like Here" (No hay lugar como aquí).